# Elin Nilsen
Elin Nilsen (Mo i Rana, 12 de agosto de 1968) es una deportista noruega que compitió en esquí de fondo.
Participó en tres Juegos Olímpicos de Invierno, obteniendo tres medallas de plata en la prueba de relevo, en Albertville 1992 (junto con Solveig Pedersen, Inger Helene Nybråten y Trude Dybendahl), en Lillehammer 1994 (con Trude Dybendahl, Inger Helene Nybråten y Anita Moen) y en Nagano 1998 (con Bente Martinsen, Marit Mikkelsplass y Anita Moen-Guidon).
Ganó cinco medallas en el Campeonato Mundial de Esquí Nórdico entre los años 1991 y 2001.

## Palmarés internacional
| Juegos Olímpicos   | Juegos Olímpicos       | Juegos Olímpicos  | Juegos Olímpicos |
| Año                | Lugar                  | Medalla           | Prueba           |
| ------------------ | ---------------------- | ----------------- | ---------------- |
| 1992               | Albertville (Francia)  | Medalla de plata  | Relevo 4 × 5 km  |
| 1994               | Lillehammer (Noruega)  | Medalla de plata  | Relevo 4 × 5 km  |
| 1998               | Nagano (Japón)         | Medalla de plata  | Relevo 4 × 5 km  |
| Campeonato Mundial |                        |                   |                  |
| Año                | Lugar                  | Medalla           | Prueba           |
| 1991               | Val di Fiemme (Italia) | Medalla de bronce | Relevo 4 × 5 km  |
| 1993               | Falun (Suecia)         | Medalla de bronce | Relevo 4 × 5 km  |
| 1995               | Thunder Bay (Canadá)   | Medalla de plata  | Relevo 4 × 5 km  |
| 1997               | Trondheim (Noruega)    | Medalla de plata  | Relevo 4 × 5 km  |
| 2001               | Lahti (Finlandia)      | Medalla de plata  | Relevo 4 × 5 km  |